# Xanthorhoe rhodoides
Xanthorhoe rhodoides là một loài bướm đêm trong họ Geometridae.